# Gull Weinberg

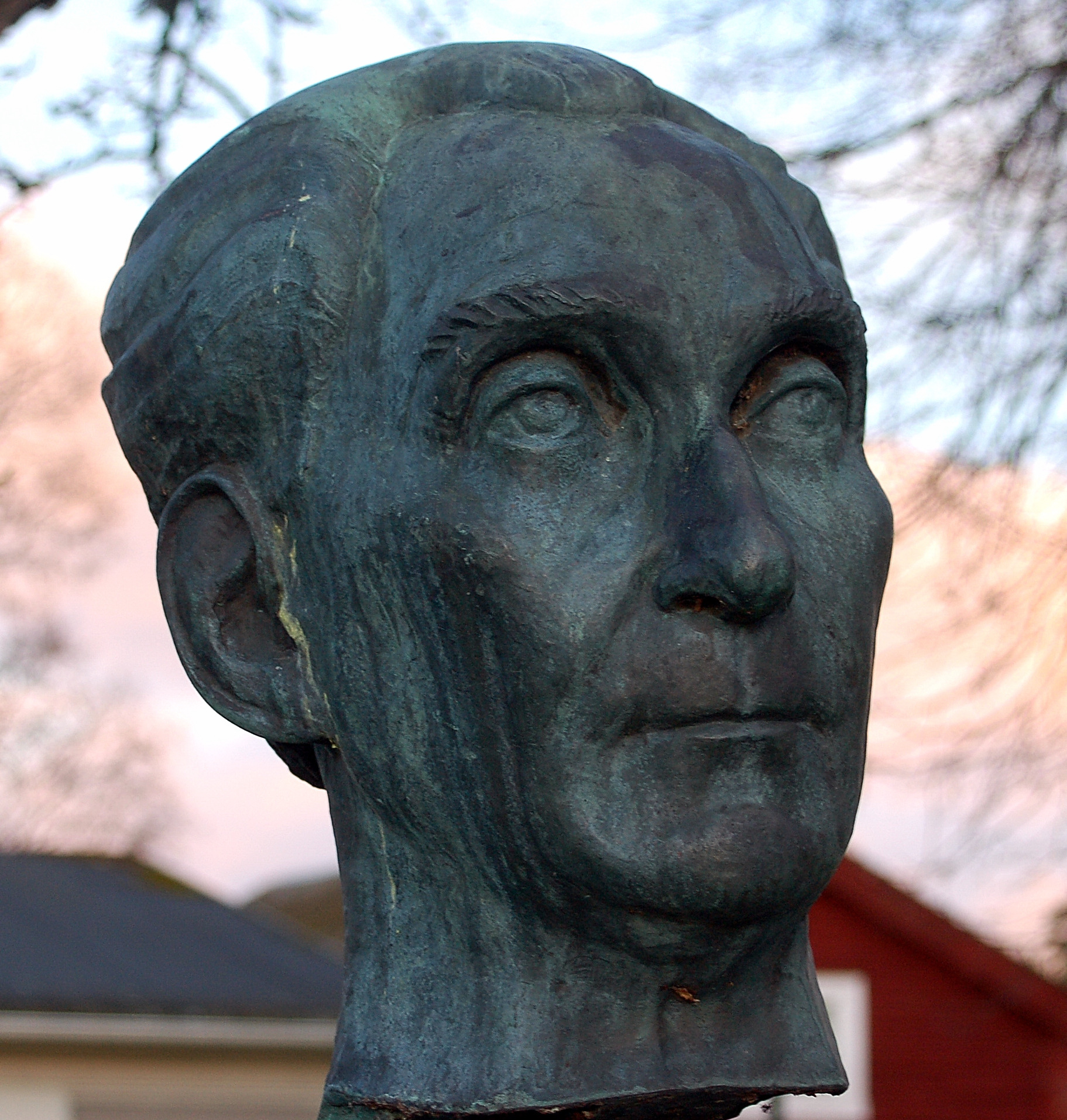
Valdemar Dahlgrens byst utförd av Gull Weinberg 1946

Gull Louise Weinberg, född 9 augusti 1908 i Glava glasbruk, död 20 mars 1988 i Arvika, var en svensk skulptör och tecknare.
Hon var dotter till disponent Thorsten Weinberg och Rosalia Josephsson (systerdotter till Hugo Josephson).
Weinberg studerade vid Tekniska Skolan och Högre Konstindustriella Skolan i Stockholm samt i London där hon avlade examen 1934. Han arbetade därefter som skulptur- och keramiklärare i Karlstad och Skoghall, samtidigt som hon drev en egen keramikverkstad. Under åren 1935-1938 var hon anlitad av Rörstrands  porslinsfabrik i Linköping där hon skapade ett tusental tecknade figurkompositioner för flambéglaserat stengods. Föremål tillverkade efter Weinberg kompositioner signerades GW. Tillsammans med Sven Höjer ställde hon ut i Karlstad och tillsammans med Gudrun Arninge och Brita Widéen i Skara. Hon medverkade i samlingsutställningar i Arvika samt utställningar arrangerade av Värmlands konstförening i Karlstad. Hon var representerad i utställningen Women artists som visades i London 1934.  
Bland hennes offentliga arbeten märks fontänskulpturen Putti med fisk på Söder i Stockholm, en byst av Valdemar Dahlgren placerad utanför Ingesunds folkhögskola samt i trädgården på Rackstadmuseet där en byst av Gustaf Fjæstad är placerad. Förutom teckningar består hennes konst av skulpturer och porträtt utförda i terrakotta, brons, nickel, gips och cement.